# Unterscheffach

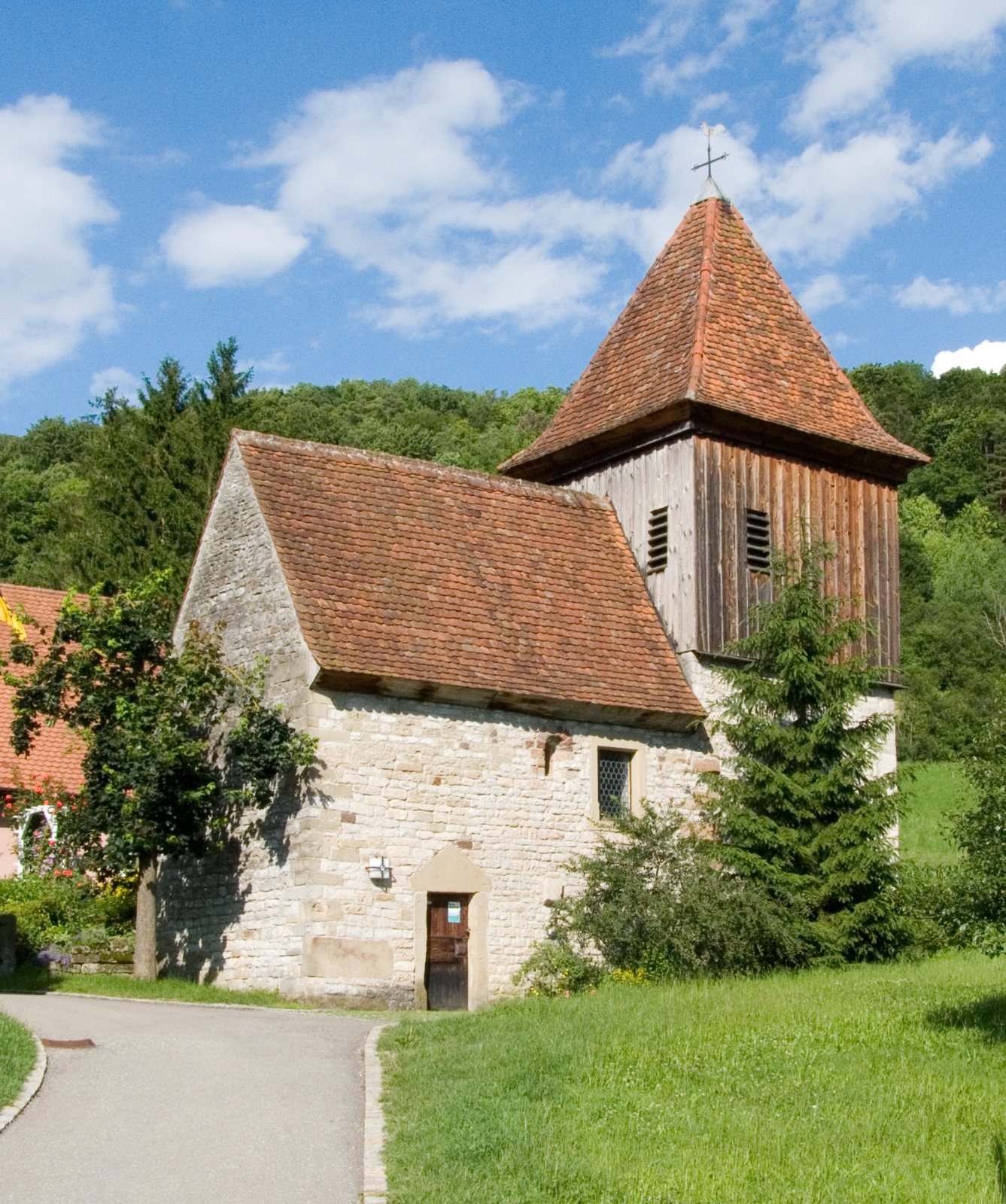
Die Allerheiligen-Kapelle in Unterscheffach ist eine der ältesten Kirchen der Umgebung

Unterscheffach ist ein Weiler der Gemeinde Wolpertshausen im Landkreis Schwäbisch Hall im nordöstlichen Baden-Württemberg.

## Beschreibung
Unterscheffach liegt in der Südspitze des Wolpertshausener Gemeindegebietes im Tal der nordwestlich fließenden unteren Bühler, das hier gegenüber der Haller Ebene (im engeren Sinne) im Südwesten und deren Teil Ilshofener Ebene im Nordosten fast 150 Meter tief eingeschnitten ist. Der Ort mit seinen unter fünfzig Wohnhäusern liegt größtenteils rechts des Flusses, beidseits des Dorfbaches, der ihn von der Hochebene um Wolpertshausen-Reinsberg durch die steil eingeschnittene Heinlesklinge im Oberen Muschelkalk am unteren Hang erreicht und dann in die Bühler mündet. Auf der linken Flussseite stehen nur zwei Häuser am Hangfuß und dicht am Flussufer das Anwesen der Leonhardsmühle, die heute Strom erzeugt. Von dieser Seite mündet der Greutbach, der aus der Hochebene im Südwesten um Schwäbisch Hall-Otterbach ebenfalls über eine in den oberen Hang eingeschnittene steile Klinge zuläuft.
Den hauptsächlich auf dem Schuttkegel vor der Heinlesklinge erbauten Weiler durchzieht rechts des Flusses auf dem unteren Hangfuß die ihn begleitende Bühlertalstraße K 2667 von Ilshofen-Oberscheffach nach Wolpertshausen-Cröffelbach, die im Ortsbereich Kirchstraße heißt. Sie wird hier von der Brückenstraße geschnitten, der K 2568, die von Schwäbisch Hall-Otterbach im Südwesten auf der Haller Ebene kommend ins Tal absteigt und an der Mühle den Fluss überquert. Sie erklimmt nach der Kreuzung den jenseitigen Hang in Richtung Wolpertshausen-Reinsberg.
Am südöstlichen Ortsrand steht etwas über der Kirchstraße die alte Allerheiligenkapelle mit ihrem hölzernen Turmaufbau. Jenseits der Durchgangsstraße weist eine kleine Bodeneintiefung in der Talaue auf den Standort der ehemaligen Wasserburg Unterscheffach hin, von der sonst nichts erhalten ist. Eine Burg hat wohl früher auch nordöstlich des Ortes auf einem Sporn der Hochebene neben der Heinlesklinge gestanden. Über der unteren Serpentine der Straße von Reinsberg herab liegen westnordwestlich des Ortes auf einem Südwestsporn der Ebene um Reinsberg die Gräben und Schutthalden eines weiteren Burgstalls.

## Geschichte
Ältere Erwähnungen benennen den (anfangs nicht von Oberscheffach unterschiedenen) Ort als Scefowe (1085), Nidern Scheffauwe (1364) und Undern Scheffau (1399), später wird er auch Unterscheffau genannt. Das örtliche Adelsgeschlecht derer von Scheffau stand wohl anfangs hauptsächlich im Lehnsverhältnis zu den Schenken von Limpurg. Schon 1078 wird ein Marholdus de Scheffovve erwähnt, die örtliche Allerheiligen-Kapelle im Jahre 1414. 1421 stiftete Hans Wegner von Scheffau dort die Frühmesse. Die Burg der Ortsadligen war wohl die Wasserburg Unterscheffach am Südrand in der tiefen Bühleraue, was jedoch schlecht zu der anderen Angabe passt, diese habe „auf einer östlichen Anhöhe von Unter-Scheffach“ gestanden. Nach dem Meßtischblatt von 1937 stand auch nordöstlich des Weilers und auf der linken Seite der Heinlesklinge nahe dem oberen Knick des Bühlertalhangs und hoch über dem Weiler eine Burg. In späterer Zeit erwarben die Reichsstadt Hall bzw. Haller Bürger Güter und Rechte in Unterscheffach.